# Sionistkyrkor
Sionistkyrkor är beteckningen på de självständiga afrikanska kyrkor som växt fram i södra Afrika, genom amerikansk mission parad med traditionell afrikansk kultur.
1895 grundar den tidigare kongregationalisten Johannes Büchler en "Zion-församling" i Johannesburg, som kom att ansluta sig till Christian Catholic Church (CCC). CCC hade en del särpräglade läror och ritualer som kom att övertas av många kommande sionistkyrkor:
- Ett religiöst centrum, kallat "Zion" (i Illinois, USA), därav namnet sionister
- Bruk av långa vita mantlar, efter förebild från de gammaltestamentliga översteprästerna
- Stor vikt lades vid helandeförkunnelse, drömmar och uppenbarelser
- Avståndstagande från tobak, alkohol och fläskkött
- Troendedop genom trefaldig nedsänkning, ofta utomhus
- Man leddes av en profet

1903 anslöt sig evangelisterna Pieter L le Roux, Daniel Nkonyane, Muneli Ngobesi och Fred Lutuli till CCC. 400 andra i Wakkerstroom, i nuvarande Mpumalanga, följde deras exempel.
1904 anlände CCC-missionären Daniel Bryant till Sydafrika, sedan han i USA utsetts till tillsyningsman för missionsprovinsen i Sydafrika. Han döpte 141 anhängare, i en flod nära le Rouxs kyrka och inom ett år hade antalet anhängare växt till omkring 5000. Övervägande delen av dessa var zuluer. När Bryant återvände till USA överlämnade han tillsynen över missionsarbetet till pastor Edgar Mahon, vars arbete resulterade i bildandet av 150 självständiga församlingar, däribland Mahon Evangelical Church.
De sista CCC-missionärerna åkte hem 1908, p.g.a. splittring och tillbakagång inom den amerikanska moderkyrkan. Samma år anlände amerikanen John G Lake till Sydafrika. Lake hade tillhört Christian Catholic Church, men under Charles Fox Parhams besök i Zion City anammat dennes undervisning om andedop och tungotal och anslutit sig pingströrelsen Apostolic Faith Mission (AFM). Han fick kontakt med le Roux och predikade i dennes kyrka i Wakkerstroom. Apostolic Faith Mission of South Africa (AFMSA) bildades av Lake och le Roux och många sionistkyrkor kom att påverkas av deras lära om andedop och tungotal. En del av de över hundra grupper, som har historiska rötter i AFMSA, kallar sig hellre apostoliska än sionistiska.
Eftersom afrikanerna snabbt fick ta över ledningen i sina egna kyrkor lade man till egna bruk och läror som kändes relevanta utifrån en lokal kontext. Tillsammans med den snabba tillväxten ledde detta till en uppsplittring på en mängd olika trossamfund, där avläggare till Zion Christian Church idag hör till de största och snabbast växande. En del av dessa sionistkyrkor kan särskiljas från andra genom vilken färg man använder på sina mantlar, andra genom enblem som duvor eller stjärnor. Sionistkyrkorna hör till de snabbast växande kristna trossamfunden i världen och har idag över 30 miljoner medlemmar  fördelade på över 4000 olika trossamfund .
Vissa av dem har blivit synkretistiska och praktiserar månggifte och/eller förfädersdyrkan vid sidan av mer traditionell kristen förkunnelse. En del sionister håller friluftsgudstjänster med mokhukhu - en cirkeldans, ibland till ackompanjemang av trummor.
Dopgudstjänster i olika floder, ofta med trefaldig nedsänkning, är också vanliga.
Många sionistkyrkor har uppstått kring en dynamisk ledare, med andliga gåvor att hela och profetera.
I flera av dessa kyrkor har ledarrollen gått i arv inom sådana ledares släkt.
Det land som har störst andel sionister är Swaziland, där uppemot 40% av befolkningen tillhör en sionistkyrka. Landets dåvarande kung, Sobhuza II försökte 1939 förgäves samla alla sionistkyrkor i Swaziland till en gemensam statskyrka.